# Neri Parenti
Neri Parenti (Florencia, 26 de abril de 1950) es un director de cine y escritor italiano, conocido por sus películas cómicas.

## Biografía
Tras graduarse en ciencias políticas, dedicó su carrera al cine. Se convirtió en asistente de Pasquale Festa Campanile de 1972 a 1979. También trabajó para Salvatore Samperi, Steno y Giorgio Capitani. 
En 1979 dirigió su primera película, una parodia irónica de la conocida película estadounidense Saturday Night Fever, con John Travolta. Un año después conoció al actor y director de cine Paolo Villaggio, director de Fantozzi contro tutti. La pareja realizó otras seis películas con el Ugo Fantozzi carácter, de Fantozzi subisce ancora (1983) hasta Fantozzi-Il ritorno (1996).
Sus películas presentan bromas ruidosas, refiriéndose al cine mudo estadounidense, combinadas con situaciones típicas de la comedia italiana (comedia brillante) y con algunos motivos de autor, repetidos en casi todas sus películas, desde el díptico Escuela de ladri (1986) y Scuola di ladri-Parte seconda (1987), a la famosa trilogía Le comiche (1990), Le comiche 2 (1992), y Le nuove comiche (1994). Su película Le comiche fue la cuarta película más taquillera en Italia en 1990  y se saldó con un aviso de excomunión de la Iglesia católica.
Desde 1996, Parenti se dedicó a dirigir películas navideñas o cinepanettoni, protagonizadas por Christian De Sica o Massimo Boldi.  Parenti ya había experimentado con este tipo de películas cuando aún trabajaba con Villaggio; la primera película de este tipo que dirigió fue Vacaciones de Navidad '95 (1995). Otras películas que hizo ambientadas en Navidad comenzaron con Feliz Navidad (2001), y terminó con Vacaciones de Navidad en Cortina (2011), que registró la tercera mayor recaudación en Italia de ese año. 

## Filmografía
- John Travolto... da un insolito destino (1979)
- Fantozzi contro tutti (1980)
- Fracchia la belva umana (1981)
- Sogni mostruosamente proibiti (1982)
- Pappa e ciccia (1983)
- Fantozzi subisce ancora (1983)
- I pompieri (1985)
- Fracchia contro Dracula (1985)
- Scuola di ladri (1986)
- Superfantozzi (1986)
- Scuola di ladri - Parte seconda (1987)
- Casa mia, casa mia... (1988)
- Fantozzi va in pensione (1988)
- Fratelli d'Italia (1989)
- Ho vinto la lotteria di capodanno (1989)
- Le comiche (1990)
- Fantozzi alla riscossa (1990)
- Le comiche 2 (1991)
- Infelici e contenti (1992)
- Fantozzi in paradiso (1993)
- Le nuove comiche (1994)
- Vacanze di Natale '95 (1995)
- Fantozzi - Il ritorno (1996)
- Cucciolo (1998)
- Paparazzi (1998)
- Tifosi (1999)
- Body Guards - Guardie del corpo (2000)
- Merry Christmas (2001)
- Natale sul Nilo (2002)
- Natale in India (2003)
- Christmas in Love (2004)
- Natale a Miami (2005)
- Natale a New York (2006)
- Natale in crociera (2007)
- Natale a Rio (2008)
- Natale a Beverly Hills (2009)
- Natale in Sudafrica (2010)
- Amici miei - Come tutto ebbe inizio (2011)
- Vacanze di Natale a Cortina (2011)
- Colpi di fulmine (2012)
- Colpi di fortuna (2013)
- Ma tu di che segno 6? (2014)
- Vacanze ai Caraibi (2015)
- Natale da chef (2017)
- In vacanza su Marte (2020)
- Volevo un figlio maschio (2023)